# 1983 w polityce

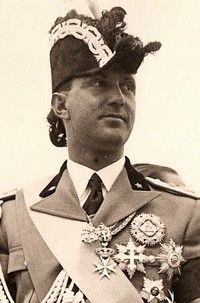
Humbert II

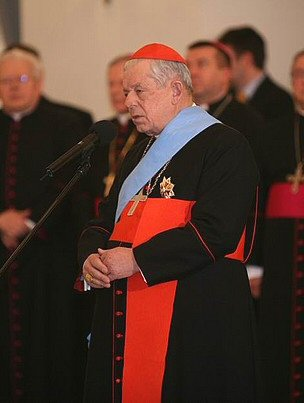
Józef Glemp

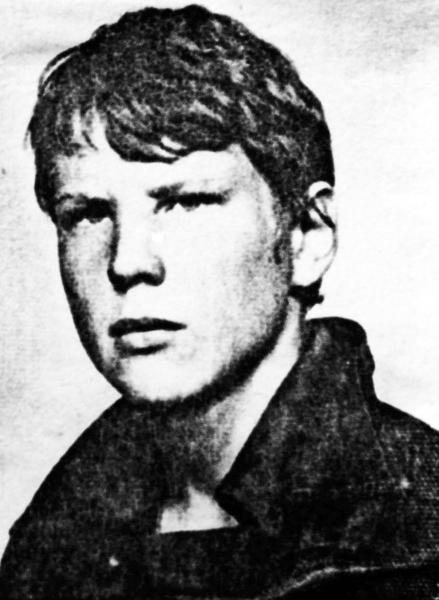
Grzegorz Przemyk

Wydarzenia polityczne w 1983 roku.

## Styczeń
- 14 stycznia – zmarł Wacław Majewski, biskup warszawski[1].
- 30 stycznia – zmarł Alan Cunningham, brytyjski generał[2].

## Luty
- 2 lutego – Józef Glemp został mianowany kardynałem[3].

## Marzec
- 18 marca – zmarł Humbert II, ostatni król Włoch[4].
- 23 marca – prezydent Stanów Zjednoczonych Ronald Reagan ogłosił projekt specjalnego systemu obrony przed atakami rakietowymi („gwiezdne wojny”)[5].
- 29 marca – zmarł Antony Head, brytyjski polityk[6].

## Kwiecień
- 18 kwietnia – w Bejrucie islamscy terroryści przeprowadzili zamach bombowy na budynek ambasady Stanów Zjednoczonych. W wyniku eksplozji zginęło 59 osób (wśród nich 17 obywateli amerykańskich)[5],

## Maj
- 12 maja – został aresztowany Grzegorz Przemyk[7].
- 14 maja – Grzegorz Przemyk zmarł wskutek odniesionych podczas przesłuchania obrażeń[7].
- 18 maja – zmarł Frank Aiken, irlandzki polityk[8].

## Czerwiec
- 16–23 czerwca miała miejsce II pielgrzymka papieża Jana Pawła II do ojczyzny. Papież odwiedził Warszawę, Niepokalanów, Częstochowę, Poznań, Katowice, Wrocław i Kraków[9].
- 19 czerwca – Rada Europejska podpisała Uroczystą Deklarację stuttgarcką o Unii Europejskiej[10].

## Lipiec
- W związku z trwającymi od początku lipca atakami bojówek Tamilskich Tygrysów władze Sri Lanki wprowadziły stan wyjątkowy[5].

## Sierpień
- 8 sierpnia – w Gwatemali generał Óscar Humberto Mejía Victores obalił prezydenta Efraína Ríos Montta i przejął jego obowiązki[5].
- 21 sierpnia – w Manili zamordowano przywódcę filipińskiej opozycji Benigno Aquino[5].
- 31 sierpnia – zmarł John A. Carroll, amerykański polityk, reprezentant stanu Colorado[11].

## Wrzesień
- 7 września – zmarł Joseph Schröffer, niemiecki kardynał[12].

## Październik
- 5 października – Pokojową Nagrodę Nobla otrzymał Lech Wałęsa za starania o zapewnienie robotnikom praw do zakładania związków zawodowych[13].
- 25 października – na Grenadzie wylądował korpus amerykańskich żołnierzy w celu przywrócenia porządku po zamachu stanu przeprowadzonym przez Ruch na rzecz Dobrobytu, Świątyni Wyzwolenia. Podczas interwencji zginęło 29 amerykańskich żołnierzy[5].

## Listopad
- 15 listopada – Turcy cypryjscy proklamowali na zajmowanym przez siebie terytorium Cypr Północny. Urząd prezydenta objął Rauf Denktaş[5].